# Касанаре
Касана̀ре (на испански: Casanare) е един от тридесет и двата департамента на южноамериканската държава Колумбия. Намира се в източноцентралната част на страната. Департаментът е с население от 435 195 жители (към 30 юни 2020 г.) и обща площ от 44 394 км².

## Общини
В департамент Касанаре има 19 общини. Някои от тях са:
1. Ла Салина
2. Мани
3. Поре
4. Тамара
5. Тринидад